# Abitibi-Ouest
Abitibi-Ouest (AFI: [abitibiwɛst]) es un municipio regional de condado (MRC) de la provincia de Quebec en Canadá. Este MRC está ubicado en la región de Abitibi-Témiscamingue. La capital y más poblada ciudad es La Sarre.

## Geografía

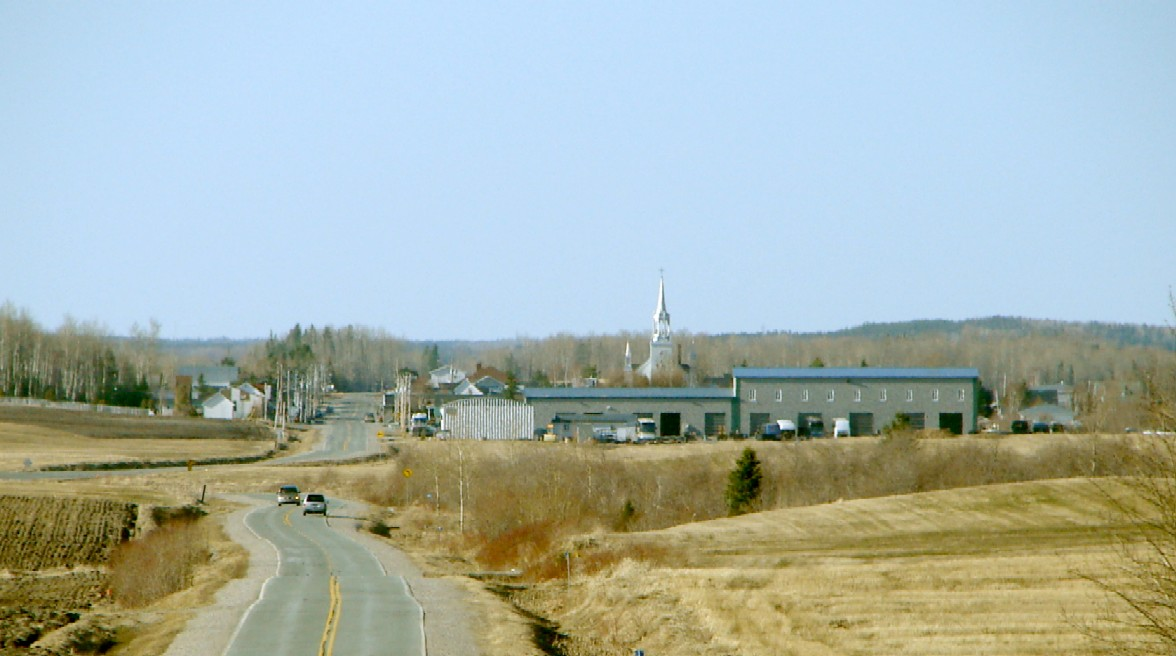
Sainte-Germaine-Boulé

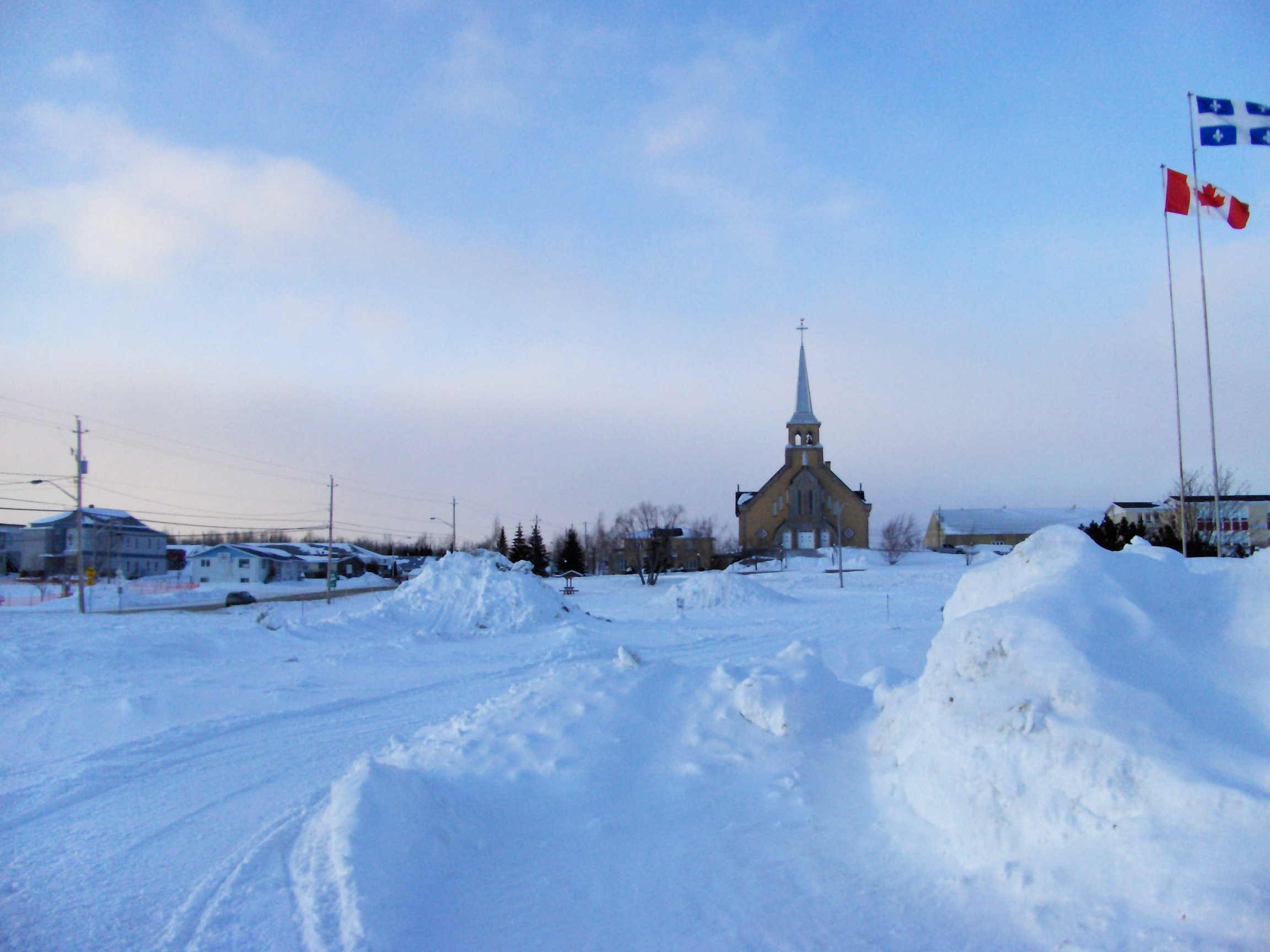
Dupuy

Los MRC, territorios equivalentes o distritos limítrofes son Jamésie en Nord-du-Québec al norte, Abitibi al este, Rouyn-Noranda al sur, y Cochrane en la provincia vicina de Ontario al oeste. El relieve del MRC, que está ubicado en la regió natural argilosa de Abitibi, es llano. El territorio es cubierto de múltiples estanques como los lagos Abitibi, Macamic y Duparquet.

## Historia

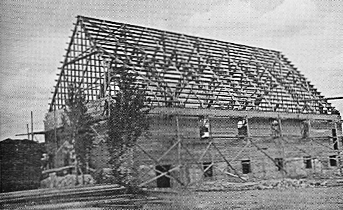
Construcción de la iglesia de Normétal

El MRC fue creado en 1982 a partir del antiguo condado de Abitibi. El topónimo procede del algonquino «âpihtô», que significa «agua intermedia o medianera». y de la ubicación geográfica del MRC en la región.

## Política
El MRC hace parte de las circunscripciones electorales de Abitibi-Ouest a nivel provincial y de Abitibi-Témiscamingue a nivel federal.

## Población
Según el Censo de Canadá de 2011, había 21 003 personas residiendo en este MRC con una densidad de población de 6,3 hab./km². La población aumentó de 1,0 % entre 2006 y 2011. El número de inmuebles particulares ocupados por residentes habituales resultó de 9698 a las cuales se suman 684 otros que son en gran parte segundas residencias.

## Economía
La economía regional es basada sobre la industria forestal y la producción láctea.

## Componentes
Hay 21 municipios y dos territorios no organizados en el MRC.
| Código | Nombre                      | Tipo                     | Fecha de constitución | Área total (km²) | Área agua (km²) | Área tierra (km²) | Población 2013 | Densidad (hab./km²) |
| ------ | --------------------------- | ------------------------ | --------------------- | ---------------- | --------------- | ----------------- | -------------- | ------------------- |
| 87005  | Duparquet                   | Ciudad                   | 13.04.1933            | 156,21           | 35,88           | 120,33            | 628            | 5,2                 |
| 87010  | Rapide-Danseur              | Municipio                | 01.01.1981            | 185,51           | 11,87           | 173,64            | 328            | 1,9                 |
| 87015  | Roquemaure                  | Municipio                | 01.01.1952            | 155,79           | 35,86           | 119,93            | 438            | 3,7                 |
| 87020  | Gallichan                   | Municipio                | 01.01.1958            | 98,13            | 24,59           | 73,54             | 497            | 6,8                 |
| 87025  | Palmarolle                  | Municipio                | 14.04.1930            | 135,22           | 17,18           | 118,04            | 1518           | 12,9                |
| 87030  | Sainte-Germaine-Boulé       | Municipio                | 01.01.1954            | 111,60           | 0,82            | 110,78            | 946            | 8,5                 |
| 87035  | Poularies                   | Municipio                | 07.05.1924            | 169,76           | 2,30            | 167,46            | 703            | 4,2                 |
| 87042  | Taschereau                  | Municipio                | 27.12.2001            | 272,68           | 25,97           | 246,71            | 996            | 4,0                 |
| 87050  | Authier                     | Municipio                | 20.09.1918            | 143,54           | 1,24            | 142,30            | 281            | 2,0                 |
| 87058  | Macamic                     | Ciudad                   | 06.03.2002            | 240,62           | 38,82           | 201,80            | 2817           | 14,0                |
| 87070  | Sainte-Hélène-de-Mancebourg | Parroquia                | 10.05.1941            | 68,96            | 0,68            | 68,28             | 307            | 4,5                 |
| 87075  | Clerval                     | Municipio                | 12.09.1927            | 130,93           | 31,56           | 99,37             | 383            | 3,9                 |
| 87080  | La Reine                    | Municipio                | 19.09.1981            | 98,49            | 0,92            | 97,57             | 351            | 3,6                 |
| 87085  | Dupuy                       | Municipio                | 20.09.1918            | 122,70           | 0,35            | 122,35            | 996            | 8,1                 |
| 87090  | La Sarre                    | Ciudad                   | 14.09.1980            | 153,24           | 4,45            | 148,79            | 7675           | 51,6                |
| 87095  | Chazel                      | Municipio                | 19.02.1938            | 140,14           | 6,92            | 133,22            | 466            | 3,5                 |
| 87100  | Authier-Nord                | Municipio                | 01.01.1983            | 297,17           | 7,75            | 289,42            | 271            | 0,9                 |
| 87105  | Val-Saint-Gilles            | Municipio                | 03.04.1936            | 109,42           | 0,73            | 108,69            | 179            | 1,6                 |
| 87110  | Clermont                    | Cantón                   | 04.03.1936            | 158,78           | 1,61            | 157,17            | 508            | 3,2                 |
| 87115  | Normétal                    | Municipio                | 01.01.1945            | 55,41            | 0,89            | 54,52             | 852            | 15,6                |
| 87120  | Saint-Lambert               | Parroquia                | 14.05.1938            | 101,30           | 0,46            | 100,84            | 210            | 2,1                 |
| 87902  | Lac Duparquet               | Territorio no organizado | .                     | 130,78           | 16,65           | 114,13            | -              | …                   |
| 87904  | Rivière-Ojima               | Territorio no organizado | 01.01.1986            | 359,59           | 5,30            | 354,29            | 106            | 0,3                 |
| 870    | Abitibi-Ouest               | MRC                      | 15.04.1981            | 3630,0           | 6,0             | 3624,0            | 21 345         | 5,9                 |